# A Vision of Misery
A Vision of Misery — третий студийный альбом американской трэш-метал группы Sadus, вышедший в 1992 году на лейбле Roadrunner Records.
Эдуардо Ривадавия, критик сайта Allmusic.com, в своей рецензии отметил, что на этом альбоме группа приблизилась к дэт-металу. По мнению рецензента, A Vision of Misery нельзя назвать провалом, и композиции с диска довольно качественны; музыканты сделали упор на средний темп и повторяющиеся гитарные риффы, несколько изменив традиционную для них структуру композиций. В целом критик оценил альбом как средний.

## Список композиций
1. «Through the Eyes of Greed» — 4:17
2. «Valley of Dry Bones» — 2:22
3. «Machines» — 3:52
4. «Slave to Misery» — 4:01
5. «Throwing Away the Day» — 3:43
6. «Facelift» — 7:00
7. «Deceptive Perceptions» — 3:35
8. «Under the Knife» — 2:11
9. «Echoes of Forever» — 6:

### Бонус-треки на переиздании 2006 года
1. «Hands of Fate»
2. «Number One»

## Бонус-треки на переиздании 2007 года
1. «Through the Eyes of Greed (Oakland '92 live)»
2. «Valley of Dry Bones (Oakland '92 live)»
3. «Facelift (Oakland '92 live)»
4. «Certain Death (Oakland '92 live)»
5. «Deceptive Perceptions (Oakland '92 live)»
6. «Hands of Fate (Oakland '92 live)»
7. «Echoes of Forever (Oakland '92 live)»
8. «Throwing Away the Day (Oakland '92 live)»
9. «Machines (Oakland '92 live)»
10. «In Your Face (Oakland '92 live)»
11. «Sadus Attack (Oakland '92 live)»
12. «Slave to Misery (Oakland '92 live)»
13. «Live clips and behind the scenes (NY '90)»

## Участники записи
- Даррен Тревис — гитара, вокал
- Роб Мур — гитара
- Стив ДиДжорджио — бас, клавишные
- Джон Аллен — ударные